# Amantis hainanensis
Amantis hainanensis là một loài bọ ngựa bản địa của Trung Quốc và Việt Nam.
Loài này có kích thước nhỏ, râu ngắn dạng sợi mảnh, mắt lớn màu xám. Cơ thể có màu xám nhạt với đốm đen. Chân trước có hàng gai ngắn.